# Godagari
Godagari è un sottodistretto (upazila) del Bangladesh situato nel distretto di Rajshahi, divisione di Rajshahi. Si estende su una superficie di 472,13 km² e conta una popolazione di  330.924 abitanti (censimento 2011).